# Llengües uralianes

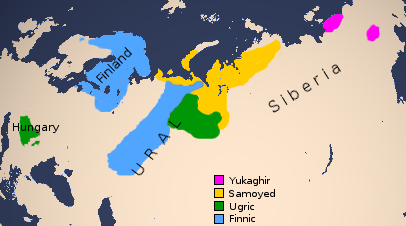
Mapa de les llengües uralianes

Les llengües uralianes (també anomenades llengües uràliques) formen una família d'unes 30 llengües aproximadament i són parlades per més de 20 milions de persones. El nom uralià es deu al fet que el seu origen es troba al voltant dels Urals. Entre les llengües més destacades d'aquesta família lingüística es troben l'hongarès, el finès i l'estonià.

## Història

### Controvèrsia sobre l'origen
En els últims temps, els lingüistes han situat l'Urheimat (de l'alemany: ur: ‘original'; Heimat: ‘llar') de les llengües protouràliques als voltants del riu Volga, situat a l'oest dels Urals i molt proper a la zona on es diu que va tenir origen la família indoeuropea. Altres lingüistes, com Gyula Lásló, situen aquest origen a la zona entre el riu Okà i el centre de Polònia. Els lingüistes E. N. Setälä i M. Zsirai el situen entre els rius Volga i Kama. Altres lingüistes defensen, en canvi, que l'origen va tenir lloc a l'àrea del mar Bàltic, mentre que d'altres postulen l'origen a la zona més septentrional de Sibèria.

### Estudis de l'uralià
La similitud entre l'hongarès i el finès ja va proposar-se el segle xvii pel lingüista alemany Martin Vogel, que establí diversos paral·lelismes gramaticals i lèxics entre ambdues llengües, i el lingüista suec Georg Stiernhielm va veure grans similituds entre moltes paraules del sami, l'estonià i el finès, així com algunes entre el finès i l'hongarès. Per tant, aquests dos lingüistes van ser els primers a destacar el que esdevindria posteriorment com a família ugrofinesa i més endavant com a família uraliana, diferenciades entre altres llengües parlades a Europa per no pertànyer a la família indoeuropea.
El primer treball sistemàtic de parentiu entre algunes llengües que avui considerem part de la família uraliana es deu a János Sajnovics l'any 1770. En aquest treball s'estipulava un parentiu entre la llengua sami i l'hongaresa, basat en funcions gramaticals. Aquest treball l'amplià posteriorment Sámuel Gyarmathi, i establí les relacions de parentiu de la família lingüística uraliana sobre bases fermes. Malgrat això, el treball en què es fa servir de manera sistemàtica el mètode comparatiu per emparentar les llengües uralianes és el de Joszef Budenz. En aquest treball es proposava una relació genètica de parentiu entre les llengües ugrofineses i algunes llengües altaiques. Posteriorment, el treball d'Otto Donner va criticar molts aspectes estipulats per Budenz i en rebutjà la classificació. En canvi, Donner, basant-se únicament en correspondències lèxiques va proposar l'hongarès, el vogul i l'ostiac com a llengües que formaven un grup especial dins del grup úgric.

## Classificació interna
L'estructura interna de la família uraliana està en discussió des que es va proposar. D'entre tots els models de classificació els únics grups genètics que no han estat qüestionats són:
- Llengües sami
- Llengües baltofineses
- Llengües pèrmiques
- Llengües mordovianes
- Llengües txeremisses (o llengües mari).
- Llengües obiúgriques (ostiac i vogul).
- Hongarès
- Llengües samoiedes

El que encara està en discussió és la relació entre aquestes llengües. S'ha acostumat a incloure, per exemple, les llengües obiúgriques dins del grup de l'hongarès, tot i que hi ha hagut sempre dificultats per reconstruir el protohongarès, i sembla que les similituds porten a pensar que l'ostiac i el vogul són més a prop de les llengües samoiedes que no pas de l'hongarès. Un dels arbres de classificació, que sol aparèixer als llibres de text és el següent:
|  | Livonià |
|  |         |
|  | Finès   |
|  |         |
|  | Estonià |
|  |         |
|  | Karelià |
|  |         |

|  | Marí     |
|  |          |
|  | Mordovià |
|  |          |

|  | Septentrional |
|  |               |
|  | Lule          |
|  |               |
|  | Kildin        |
|  |               |

|  | Komi   |
|  |        |
|  | Udmurt |
|  |        |

|  | Livonià |
|  |         |
|  | Finès   |
|  |         |
|  | Estonià |
|  |         |
|  | Karelià |
|  |         |

|  | Marí     |
|  |          |
|  | Mordovià |
|  |          |

|  | Septentrional |
|  |               |
|  | Lule          |
|  |               |
|  | Kildin        |
|  |               |

|  | Komi   |
|  |        |
|  | Udmurt |
|  |        |

|           | Hongarès                                         |
|           |                                                  |
| Obi-úgric | \| \| Ostiac \| \| \| \| \| \| Vogul \| \| \| \| |
|           | \| \| Ostiac \| \| \| \| \| \| Vogul \| \| \| \| |
|           | Ostiac                                           |
|           |                                                  |
|           | Vogul                                            |
|           |                                                  |

|  | Ostiac |
|  |        |
|  | Vogul  |
|  |        |

|  | Livonià |
|  |         |
|  | Finès   |
|  |         |
|  | Estonià |
|  |         |
|  | Karelià |
|  |         |

|  | Marí     |
|  |          |
|  | Mordovià |
|  |          |

|  | Septentrional |
|  |               |
|  | Lule          |
|  |               |
|  | Kildin        |
|  |               |

|  | Komi   |
|  |        |
|  | Udmurt |
|  |        |

|  | Livonià |
|  |         |
|  | Finès   |
|  |         |
|  | Estonià |
|  |         |
|  | Karelià |
|  |         |

|  | Marí     |
|  |          |
|  | Mordovià |
|  |          |

|  | Septentrional |
|  |               |
|  | Lule          |
|  |               |
|  | Kildin        |
|  |               |

|  | Komi   |
|  |        |
|  | Udmurt |
|  |        |

|           | Hongarès                                         |
|           |                                                  |
| Obi-úgric | \| \| Ostiac \| \| \| \| \| \| Vogul \| \| \| \| |
|           | \| \| Ostiac \| \| \| \| \| \| Vogul \| \| \| \| |
|           | Ostiac                                           |
|           |                                                  |
|           | Vogul                                            |
|           |                                                  |

|  | Ostiac |
|  |        |
|  | Vogul  |
|  |        |

|  | Nenets    |
|  |           |
|  | Enets     |
|  |           |
|  | Nganassan |
|  |           |

|  | Selkup   |
|  |          |
|  | Kamassià |
|  |          |

|  | Nenets    |
|  |           |
|  | Enets     |
|  |           |
|  | Nganassan |
|  |           |

|  | Selkup   |
|  |          |
|  | Kamassià |
|  |          |

|  | Livonià |
|  |         |
|  | Finès   |
|  |         |
|  | Estonià |
|  |         |
|  | Karelià |
|  |         |

|  | Marí     |
|  |          |
|  | Mordovià |
|  |          |

|  | Septentrional |
|  |               |
|  | Lule          |
|  |               |
|  | Kildin        |
|  |               |

|  | Komi   |
|  |        |
|  | Udmurt |
|  |        |

|  | Livonià |
|  |         |
|  | Finès   |
|  |         |
|  | Estonià |
|  |         |
|  | Karelià |
|  |         |

|  | Marí     |
|  |          |
|  | Mordovià |
|  |          |

|  | Septentrional |
|  |               |
|  | Lule          |
|  |               |
|  | Kildin        |
|  |               |

|  | Komi   |
|  |        |
|  | Udmurt |
|  |        |

|           | Hongarès                                         |
|           |                                                  |
| Obi-úgric | \| \| Ostiac \| \| \| \| \| \| Vogul \| \| \| \| |
|           | \| \| Ostiac \| \| \| \| \| \| Vogul \| \| \| \| |
|           | Ostiac                                           |
|           |                                                  |
|           | Vogul                                            |
|           |                                                  |

|  | Ostiac |
|  |        |
|  | Vogul  |
|  |        |

|  | Livonià |
|  |         |
|  | Finès   |
|  |         |
|  | Estonià |
|  |         |
|  | Karelià |
|  |         |

|  | Marí     |
|  |          |
|  | Mordovià |
|  |          |

|  | Septentrional |
|  |               |
|  | Lule          |
|  |               |
|  | Kildin        |
|  |               |

|  | Komi   |
|  |        |
|  | Udmurt |
|  |        |

|  | Livonià |
|  |         |
|  | Finès   |
|  |         |
|  | Estonià |
|  |         |
|  | Karelià |
|  |         |

|  | Marí     |
|  |          |
|  | Mordovià |
|  |          |

|  | Septentrional |
|  |               |
|  | Lule          |
|  |               |
|  | Kildin        |
|  |               |

|  | Komi   |
|  |        |
|  | Udmurt |
|  |        |

|           | Hongarès                                         |
|           |                                                  |
| Obi-úgric | \| \| Ostiac \| \| \| \| \| \| Vogul \| \| \| \| |
|           | \| \| Ostiac \| \| \| \| \| \| Vogul \| \| \| \| |
|           | Ostiac                                           |
|           |                                                  |
|           | Vogul                                            |
|           |                                                  |

|  | Ostiac |
|  |        |
|  | Vogul  |
|  |        |

|  | Nenets    |
|  |           |
|  | Enets     |
|  |           |
|  | Nganassan |
|  |           |

|  | Selkup   |
|  |          |
|  | Kamassià |
|  |          |

|  | Nenets    |
|  |           |
|  | Enets     |
|  |           |
|  | Nganassan |
|  |           |

|  | Selkup   |
|  |          |
|  | Kamassià |
|  |          |

S'han realitzat grans esforços per relacionar totes les llengües uralianes entre si i entre altres llengües pertanyents a altres grups lingüístics.

## Tipologia

### Característiques principals
Tipològicament, les llengües uralianes presenten grans diferències. No obstant això, entre elles també es troben grans similituds: una morfologia aglutinant molt rica amb sufixos monosemàntics, un sistema de casos molt extens, un ordre de constituents que segueix el patró SOV, un sistema de negació format a partir de la flexió d'un auxiliar, harmonia vocàlica, entre d'altres.

### Fonologia
- Les llengües uralianes es caracteritzen a nivell fonològic per tenir un ampli ventall de vocals, distribuïdes tant entre vocals aïllades com diftongs. En el paradigma consonàntic, la majoria de llengües uralianes presenten una palatalització com a articulació secundària, formant parells mínims entre [n] i [ɲ], [t] i [c] o [l] i [ʎ]. Algunes llengües de la branca fínica han perdut aquesta palatalització originària.

- Algunes de llengües uralianes presenten harmonia vocàlica. De les vocals que formen el lexema de la paraula depenen les vocals dels sufixos, tant derivatius com flexius, de la paraula.

1. Finès: talo ‘casa', talossa ‘dins de casa' / vene ‘vaixell', veneessä ‘dins el vaixell'.
2. Hongarès: ember ‘home', emberek ‘homes' / madár ‘ocell', madarak ‘ocells'.

- No es té constància si aquesta característica ve donada pel protouràlic, ja que no totes les llengües d'aquesta família presenten harmonia vocàlica. Una possible explicació també és que hagi estat influïda pel turc.
- Cap de les llengües de la família presenta el to com a element fonològicament contrastiu.
- En la majoria de llengües uralianes l'accent sol situar-se en la primera síl·laba de la paraula, tot i que algunes llengües sí que el tenen com a contrast fonològic.

### Morfologia
- Les llengües uralianes es caracteritzen per tenir un sistema de casos molt extens. Algunes de les llengües arriben a tenir més de 15 casos diferents en el paradigma morfològic. No obstant això, la reconstrucció del protouràlic només incloïa 6 casos gramaticals. Actualment, els casos comuns per a totes les llengües de la família són: nominatiu (sense marca), acusatiu i tres tipus de locatius (distingint entre ‘en', ‘cap a', ‘de').
- L'absència de distinció de gènere gramatical també és un tret distintiu de les llengües de la família uraliana, incloent-hi la distinció dels pronoms de tercera persona del singular.
- El verb negatiu existeix en gairebé totes les llengües de la família. Això vol dir que el negatiu s'expressa a partir de la conjugació d'un auxiliar que expressa la negació. L'hongarès, en canvi, fa servir un adverbi negatiu.
- Les llengües uralianes també es caracteritzen per l'ús de postposicions en lloc de preposicions.
- Les expressions que inclouen numerals es fan conservant la forma singular del nom.
- Les llengües uralianes expressen el possessiu amb sufixos nominals. No obstant això, la possessió també es pot expressar mitjançant altres casos gramaticals i l'ús del verb ‘ser'. Això fa que moltes de les llengües no tinguin un verb per a ‘tenir'.
  - Hongarès: ‘(Nekem) van egy autóm'. Literal: (a mi [datiu]) és un cotxe meu. Traducció: (Pel que fa a mí) tinc un cotxe.
- Cap de les llengües uralianes presenta article determinant. L'hongarès és l'única que el presenta, per influències de l'alemany.[2]

### Tipologia sintàctica
- L'ordre dels constituents de la gran majoria de les llengües uralianes segueix el patró SOV (subjecte-objecte-verb). En algunes llengües de la branca ugrofinesa, però, aquest ordre no és del tot obligatori i tendeixen a fer servir el tipus SVO (subjecte-verb-objecte), influïdes per les llengües indoeuropees.

### Lexicografia
Tot seguit es mostra una selecció de cognats del vocabulari bàsic, que enclouen parts del cos, membres de la família, animals, objectes de la natura, verbs bàsics, pronoms bàsics, numerals:
| Català   | Protouràlic | Finès          | Estonià | Sami septentrional | Mari   | Komi   | Hongarès   | Samoiede |
| -------- | ----------- | -------------- | ------- | ------------------ | ------ | ------ | ---------- | -------- |
| foc      | *tuli       | tuli (tule-)   | tuli    | dolla              | tul    | tyl-   | Tűz        | tu       |
| peix     | *kala       | kala           | kala    | guolli             | kol    | -      | hal        | xalʲa    |
| xarxa    | *pesä       | pesä           | pesa    | beassi             | pəžaš  | poz    | fészek     | pʲidʲa   |
| mà, braç | *käti       | käsi (käte-)   | käsi    | giehta             | kit    | ki     | kéz        | -        |
| ull      | *śilmä      | silmä          | silm    | čalbmi             | šinča  | śin    | szem       | sæw°     |
| braça    | *süli       | syli           | süli    | salla              | šülö   | syl    | öl         | tʲíbʲa   |
| vena     | *sïxni      | suoni (suone-) | soon    | suotna             | šün    | sën    | in         | te'      |
| os       | *luwi       | luu            | luu     | -                  | lu     | ly     | -          | le       |
| fetge    | *mïksa      | maksa          | maks    | -                  | mokš   | mus    | máj        | mud°     |
| orina    | *kunśi      | kusi (kuse-)   | kusi    | gožža              | kəž    | kudź   | húgy       | -        |
| anar     | *meni-      | mennä (men-)   | minema  | mannat             | mija-  | mun-   | megy-/men- | mʲin-    |
| viure    | *elä-       | elää (elä-)    | elama   | eallit             | ila-   | ol-    | él-        | jilʲe-   |
| morir    | *kaxli-     | kuolla (kuol-) | koolema | -                  | kola-  | kul-   | hal-       | xa-      |
| rentar   | *mośki-     | -              | mõskma¹ | -                  | muška- | myśky- | mos-       | masø-    |

¹dialecte Võro

### Protouràlic
El protouràlic pogué ser reconstruït fins a un cert grau gràcies al mètode lingüístic comparatiu. Aquesta gran feina de reconstrucció es deu al lingüista finlandès Juha Janhunen, que va tenir especial interès en la comparació sistemàtica de les formes del protofinopèrmic i el protosamoiede, deixant de banda les llengües úgriques, ja que no es tenia constància de cap protoúgric.
En Uralisches Etymologisches Wörterbuch (1986), Károly Rédei fa la l'aportació més important de recopilació de reconstruccions del protouràlic, amb més de 475 termes i afixos reconstruïts. No obstant això, aquest treball presenta nombroses dificultats, perquè moltes derivacions etimològiques tenen irregularitats en el paradigma i caldria una dedicació molt més sistemàtica per arribar a tenir una reconstrucció tan detallada com la del protoindoeuropeu.

### Comparació
Cap de les llengües uralianes té el perfil ideal tipològic de la família. Els trets tipològics amb presència variable entre els grups de les llengües uralianes inclouen: 
| Trets                             | Samoiede | Obiúgric | Hongarès | Pèrmic | Mari | Mordví | Fínic | Sami |
| --------------------------------- | -------- | -------- | -------- | ------ | ---- | ------ | ----- | ---- |
| Palatalització                    | +        | +        | ±        | +      | -    | +      | -     | +    |
| Llargada consonàntica             | -        | -        | +        | -      | -    | -      | +     | +    |
| Gradació consonàntica             | -¹       | -        | -        | -      | -    | -      | +     | +    |
| Harmonia vocàlica                 | -²       | -²       | +        | -      | +    | +      | +     | -    |
| Umlaut/Ablaut                     | +        | +        | -        | -      | -    | -      | -3    | +    |
| Nombre dual                       | +        | +        | -        | -      | -    | -      | -     | +    |
| Distinció locatiu intern i extern | -        | -        | +        | +      | +    | +      | +     | -    |
| Inflexió dels determinatius       | +        | +        | +        | -      | -    | +      | -     | -    |
| Veu passiva                       | -        | +        | +        | -      | -    | +      | +     | +    |
| Verb negatiu                      | +        | -        | -        | +      | +    | ±      | +     | +    |
| Ordre SVO                         | -        | -        | -        | ±4     | -    | +      | +     | +    |

Notes 
1. Només en nganassan la presenta de manera clara.
2. Només en varietats marginals arcaiques.
3. Només ha estat trobat en livonià.
4. En komi, però no en udmurt.

## Altres hipòtesis de classificació
Durant anys, les llengües uralianes s'han arribat a emparentar amb diverses famílies amb les quals tenen alguns trets, sobretot lèxics, comuns. La família que ha portat més
controvèrsia ha estat l'altaica, ja que ambdues famílies presenten harmonia vocàlica i una gran presència d'aglutinació, així com algunes similituds gramaticals i fonològiques. Malgrat això, s'ha acceptat àmpliament que les coincidències són degudes al contacte lingüístic més que no pas a un origen comú.
En aquesta taula es mostren les similituds consonàntiques per a la formació de diferents trets gramaticals en les famílies uralianes i altaiques (per ordre: finès,
sami, pèrmic, hongarès, obiúgric, samoiede, turc, mogol i tungús).
| Consonant | Significat | Finès | Samoiede | Pèrmic | Hongarès | Obiúgric | Samoiede | Turc | Mongol | Tungús |
| --------- | ---------- | ----- | -------- | ------ | -------- | -------- | -------- | ---- | ------ | ------ |
| m         | meu        | +     | +        | +      | +        | +        | +        | +    | +      | +      |
| n         | locatiu    | +     | +        | +      | +        | +        | +        | +    | +      | -      |
| m         | gerundiu   | +     | +        | +      | -        | +        | +        | +    | +      | +      |
| n         | genitiu    | +     | +        | +      | -        | -        | +        | +    | +      | +      |
| t         | plural     | +     | +        | +      | -        | +        | +        | +    | +      | +      |
| t         | ablatiu    | +     | +        | +      | -        | -        | +        | +    | +      | +      |
| t         | locatiu    | -     | -        | -      | +        | +        | +        | +    | +      | +      |
| m         | acusatiu   | +     | +        | +      | -        | +        | +        | -    | -      | +      |
| k         | imperatiu  | +     | +        | -      | -        | -        | +        | -    | -      | +      |
| l         | plural     | -     | -        | +      | -        | +        | +        | +    | +      | +      |
| k         | latiu      | +     | +        | +      | -        | -        | -        | +    | -      | +      |
| n         | latiu      | +     | -        | +      | -        | +        | +        | -    | -      | -      |
| t         | teu        | +     | +        | +      | +        | -        | -        | -    | -      | +      |
| s         | seu        | +     | +        | +      | +        | -        | -        | +    | +-     | -      |
| s         | latiu      | +     | +        | +      | -        | -        | -        | -    | +      | +      |
| k         | plural     | -     | +        | +      | +        | -        | +        | +    | -      | -      |

No obstant això, s'han postulat altres parentius més llunyans:
- Hipòtesi uralicoiukaguir: la hipòtesi uralicoiukaguir identifica l'uralià i el iukaguir com a llengües independents dins de la mateixa família lingüística. Igual que amb les llengües altaiques, s'ha acceptat que les similituds presents en ambdues famílies són degudes a contacte entre les llengües antigues.
- Hipòtesi esquimouràlic: aquesta hipòtesi, els antecedents de la qual es remunten al segle xviii, associa la família uraliana amb l'equimoaleutiana.
- Hipòtesi uralosiberiana: Marcos Wöldike va afirmar el 1746 que l'hongarès estava emparentat amb l'idioma esquimal de Groenlàndia. Més endavant, el filòleg Rasmus Rask inclogué l'esquimal dins de la família “escinbiana” i presentà correspondències lèxiques que la relacionaven amb les llengües uraloaltaiques, concretament amb el finès. Anys després, Knut Bergsland publicà un article el 1959 sobre aquesta hipòtesi presentant-ne similituds gramaticals. Finalment, el 1998 Michael Fortescue va donar arguments detallats per relacionar les llengües esquimoaleutianes, les iukaguirs i les uràliques dins la família uralosiberiana.
- Hipòtesi nostràtica i euroasiàtica: la hipòtesi nostràtica, postulada el 1903 per Holger Pedersen i posteriorment per Vladislav Illič-Svityč i Aharon Dolgopolsky en els anys 60, relaciona l'uràlic amb l'indoeuropeu, l'altaic i altres famílies d'Àsia. La hipòtesi euroasiàtica, postulada per Greenberg entre els anys 2000 i 2002, de la mateixa manera que la hipòtesi nostràtica, relaciona l'uralià amb l'indoeuropeu i l'altaic, però en difereix per l'exclusió d'aquesta llista de les llengües caucàsiques meridionals, dravídiques i afroasiàtiques, incloent-hi el chukotkokamtchatkà, el nivejí, l'ainu, i l'esquimoaleutià. Reconstrucció de les terminacions personals i possessives en la família euroasiàtica:

| Nombre   | Persona | Protouràlic | Prototurc | Prototungús | Protoindogermànic |
| -------- | ------- | ----------- | --------- | ----------- | ----------------- |
| Singular | 1       | m           | m         | m           | m                 |
| Singular | 2       | t           | ng        | t           | s                 |
| Singular | 3       | s(V)        | s(V)      | n           | t                 |
| Plural   | 1       | m+PL        | m+PL      | m+PL        | me(n)             |
| Plural   | 2       | t+PL        | ng+PL     | t           | te                |
| Plural   | 3       | s+PL        | -         | t           | ent               |

- Hipòtesi indouraliana: aquesta és la proposta que menys interès ha tingut dins del món de la lingüística, tot i haver-se publicat un diccionari en què es deixa constància d'algunes similituds entre les llengües uralianes i les dravídiques pel que fa a alguns termes lèxics o morfemes gramaticals.